# 山形県道61号菅野代堅苔沢線
山形県道61号菅野代堅苔沢線（やまがたけんどう61ごう すがのだいかたのりざわせん）は、山形県鶴岡市内を通る県道（主要地方道）である。

## 概要

### 路線データ
- 路線延長：14.3 km[要出典]
- 起点：山形県鶴岡市菅野代（国道345号交点）
- 終点：山形県鶴岡市堅苔沢（国道7号交点）

## 歴史
- 1993年（平成5年）5月11日 - 建設省から、県道菅野代堅苔沢線が菅野代堅苔沢線として主要地方道に指定される[1]。

## 地理

### 通過する自治体
- 鶴岡市

### 交差する道路
- 国道345号（起点）
- 日本海東北自動車道（いらがわIC）
- 国道7号（終点）